# Coleus scutellarioides
Il coleus (Coleus scutellarioides) o coleo è una angiosperma della famiglia delle Labiate, originaria dell'area che va dal sud-est asiatico fino all'Australia. In genere cresce fino a 60-75 cm di altezza e larghezza; è una perenne sempreverde cespugliosa, a base legnosa, ampiamente coltivata come pianta ornamentale da aiuola per le foglie variegate e multicolori, altamente decorative, che sono tipiche nelle varietà coltivate.
Il coleus è coltivato come pianta annuale o perenne di ciclo breve; dopo la fioritura può essere facilmente potata oppure riprodotta. Può essere alta fino a 1 m, con fusti ben ramificati, quadrangolari. La specie è estremamente variabile nel colore e nella forma delle foglie.

## Tassonomia
La specie fu descritta per la prima volta da Carlo Linneo nel 1763, come Ocimum scutellarioides. Il genere Ocimum è meglio conosciuto per Ocimum basilicum, il basilico. L'epiteto specifico scutellarioides significa "simile al genere Scutellaria", anch'esso della famiglia delle Labiate, il cui nome deriva dal latino scutella, che significa piccolo piatto o scodella. Il nome coleus è latino scientifico tratto dal greco κολεός (coleòs) ossia "guaina".

## Descrizione
L'infiorescenza è una spiga, portata all'estremità del fusto e, come le foglie, è di dimensioni molto variabili; può essere lungo fino a 4 cm, con pochi o molti fiori. Il calice è a forma di campana, inizialmente solo 1-2 mm di lunghezza, ma si allunga a 5-7 mm. I petali sono color violetto chiaro, uniti per formare un tipico fiore labiato, lungo 8-10 mm. Gli stami sono uniti per circa metà della loro lunghezza e sono ricoperti dal labbro superiore del fiore. Il frutto è nero, lungo circa 1 mm.
Il margine fogliare è diviso in misura variabile. I peli sono presenti su entrambi i lati della foglia.
Le foglie delle specie selvatiche possono essere alquanto variegate e questa caratteristica è stata sviluppata in misura estrema nelle varietà coltivate, le cui foglie possono includere una o più sfumature di verde, bianco, crema, giallo, rosa, rosso, marrone e porpora. La colorazione verde è dovuta alla quantità di clorofilla presente nei cloroplasti delle foglie. I colori rosso, porpora, rosa e arancione sono dovuti agli antociani, pigmenti biosintetici flavonoidi idrosolubili, presenti nel fogliame insieme alla clorofilla. L'aumento della produzione di antociani è accompagnato da una diminuzione della produzione di clorofilla. La produzione di antociani e clorofilla è influenzata dai livelli di luce; più luce è presente, più antociani vengono prodotti, con una relazione inversa alla produzione di clorofilla. Gli antociani vengono creati all'interno della cellula e facilitano la fotosintesi nelle foglie esposte a luce solare molto intensa o prolungata fornendo protezione dai danni causati dalla luce ultravioletta.

## Distribuzione
Il coleus è originario del sud-est asiatico (Cambogia, Laos, Birmania, Cina sudorientale, Malaysia peninsulare, Giava, Borneo, Piccole Isole della Sonda, Molucche, Filippine, Sulawesi, Sumatra, Taiwan, Tailandia e Vietnam) e dell'Oceania (Arcipelago di Bismarck,  Nuova Guinea, Territorio del Nord, Queensland, Isole Salomone e Australia occidentale). Nel suo habitat naturale, si trova ad altitudini di 100-1600 m, dove fiorisce e fruttifica durante tutto l'anno.

## Coltivazione come specie ornamentale

### Storia
La specie fu introdotta per la prima volta in Europa da Giava nel 1851 da un orticoltore olandese. A quel tempo, nei giardini europei, c'erano poche piante con foglie colorate. Già nel 1877 era disponibile sul mercato un'ampia scelta di varietà. Tuttavia, selezionando per la produzione di semi, si crearono nuove combinazione e nella colorazione delle foglie vi fu una diminuzione di intensità; a ciò rimediarono successivi lavori di selezione e la propagazione per talea.
L'allevamento di Coleus è ripreso nei primi anni '40. In Italia il coleus è stata, e in parte è ancora oggi, una delle più diffuse piante da aiuola, per la ricchezza di colori delle foglie.
Più di recente, la propagazione vegetativa ha permesso di mettere in vendita cultivar con nuovi colori e forme delle foglie.

### Varietà ornamentali
Le foglie delle cultivar di coleus variano di colore (dal giallo pallido al viola scuro); nella variegatura (da quasi un solo colore a molti colori); nel disegno (dal simmetrico all'irregolare); e di forma delle foglie (da larghe a strette e da margini dentati a margini ondulati).

Variazione di colore delle foglie nelle varietà coltivate
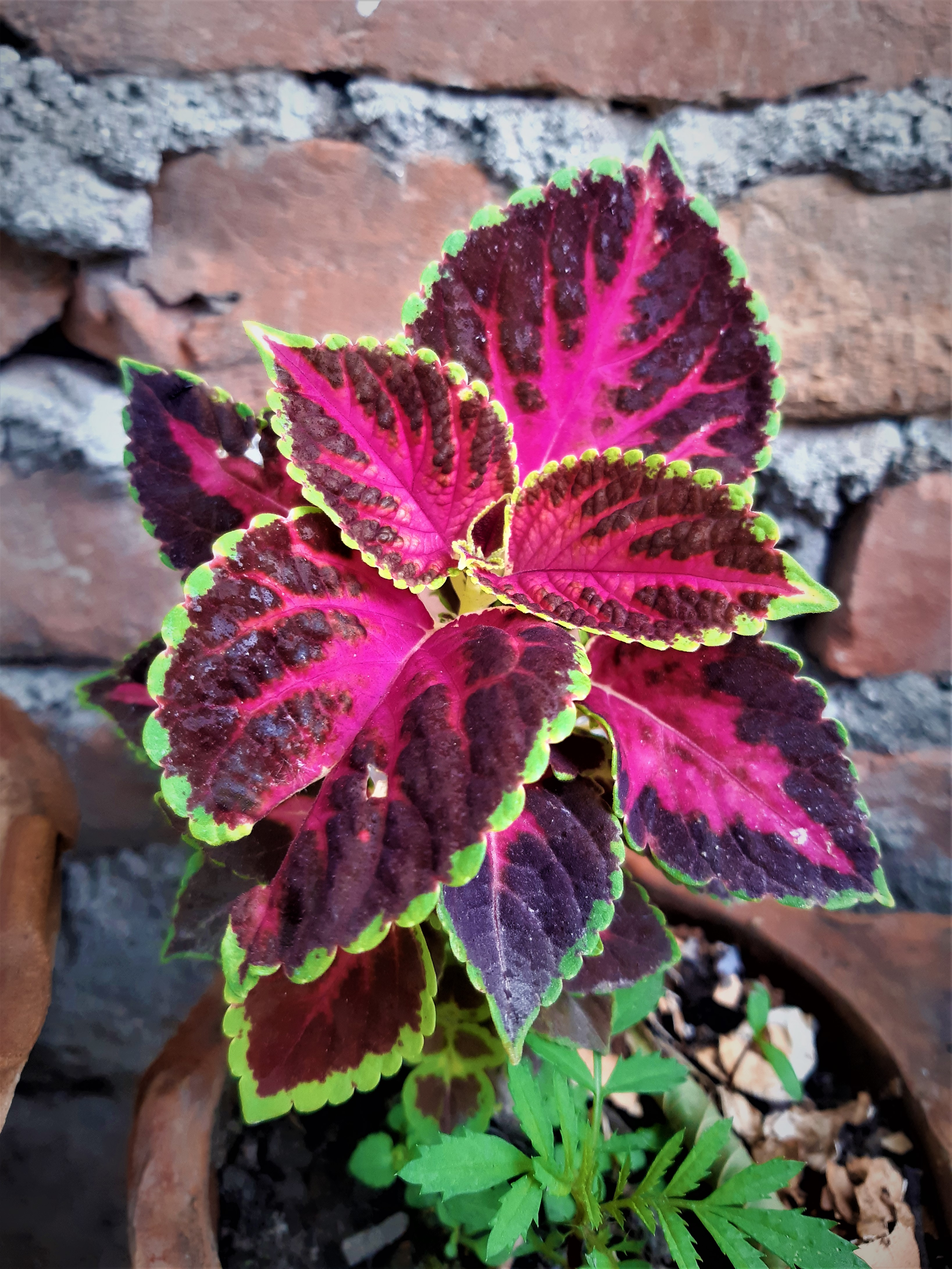
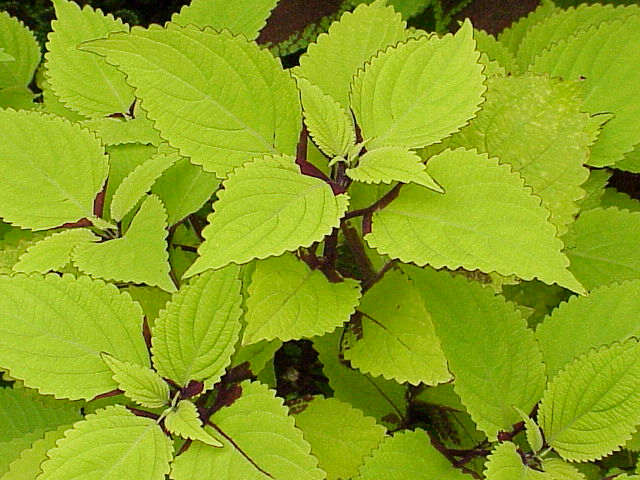
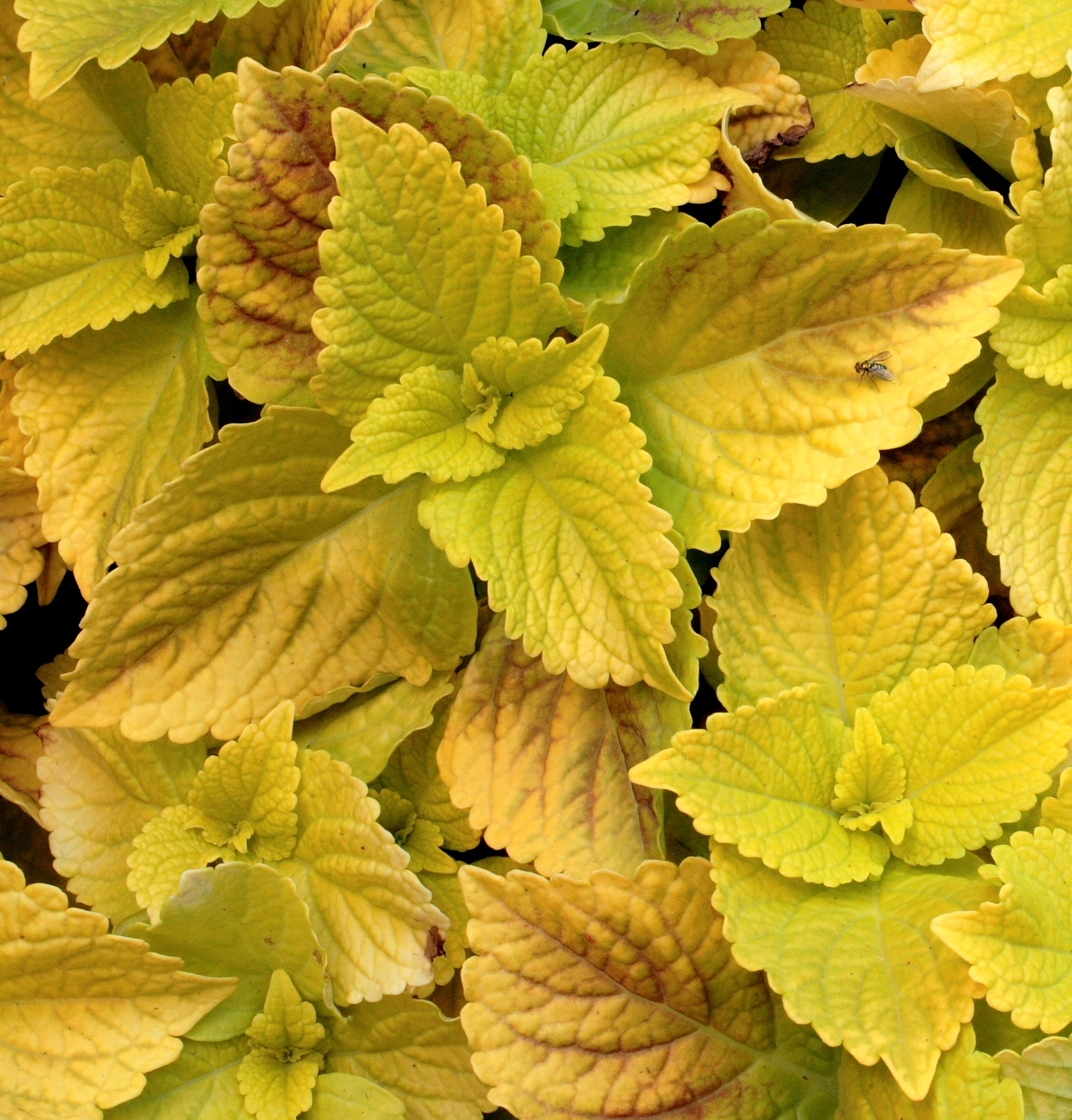
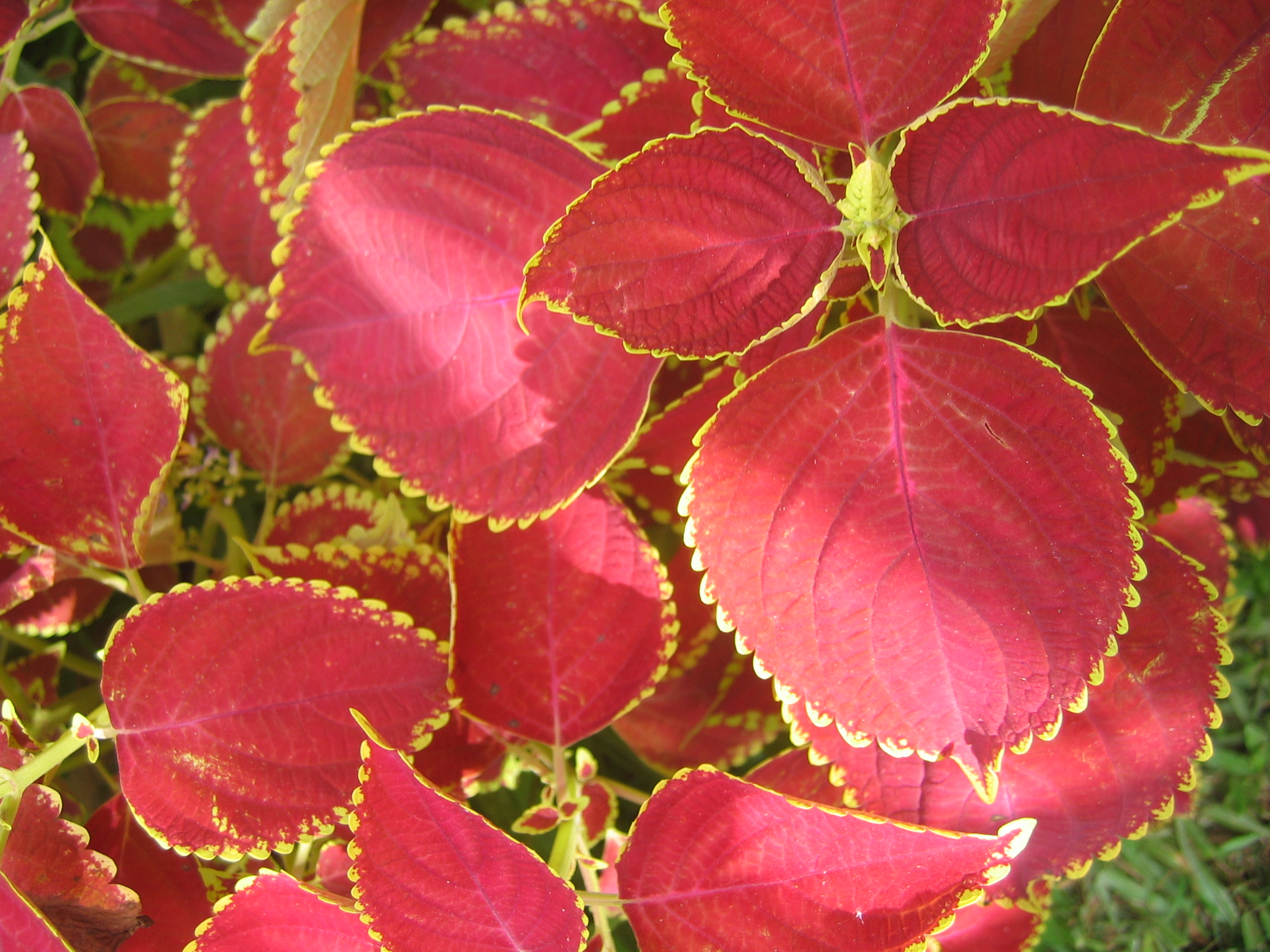
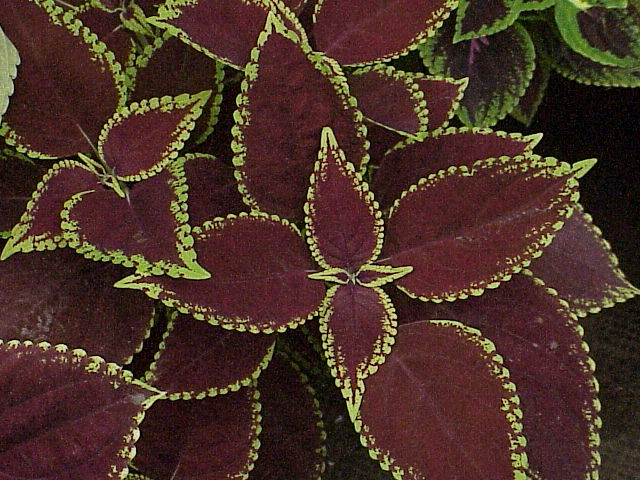
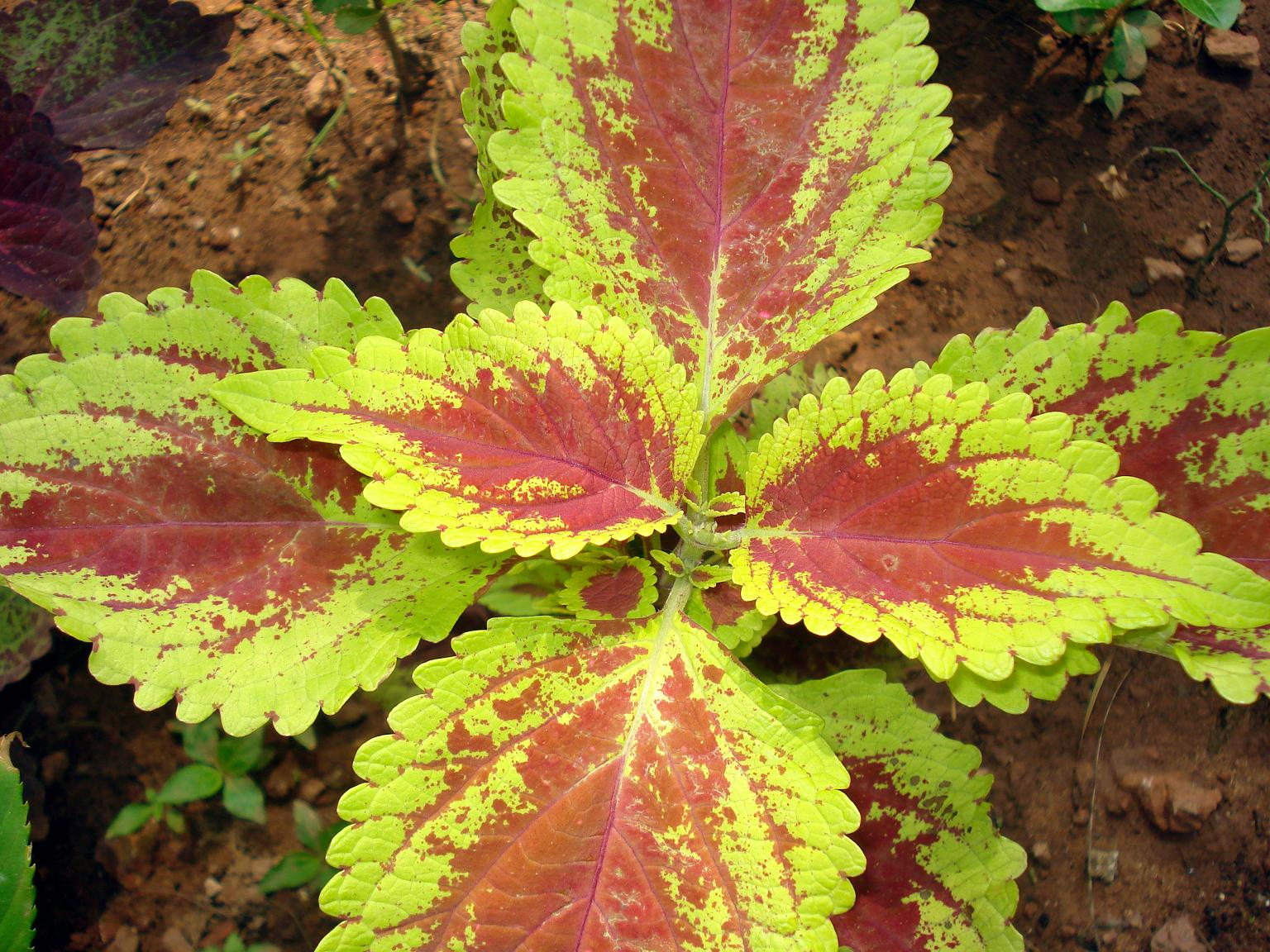
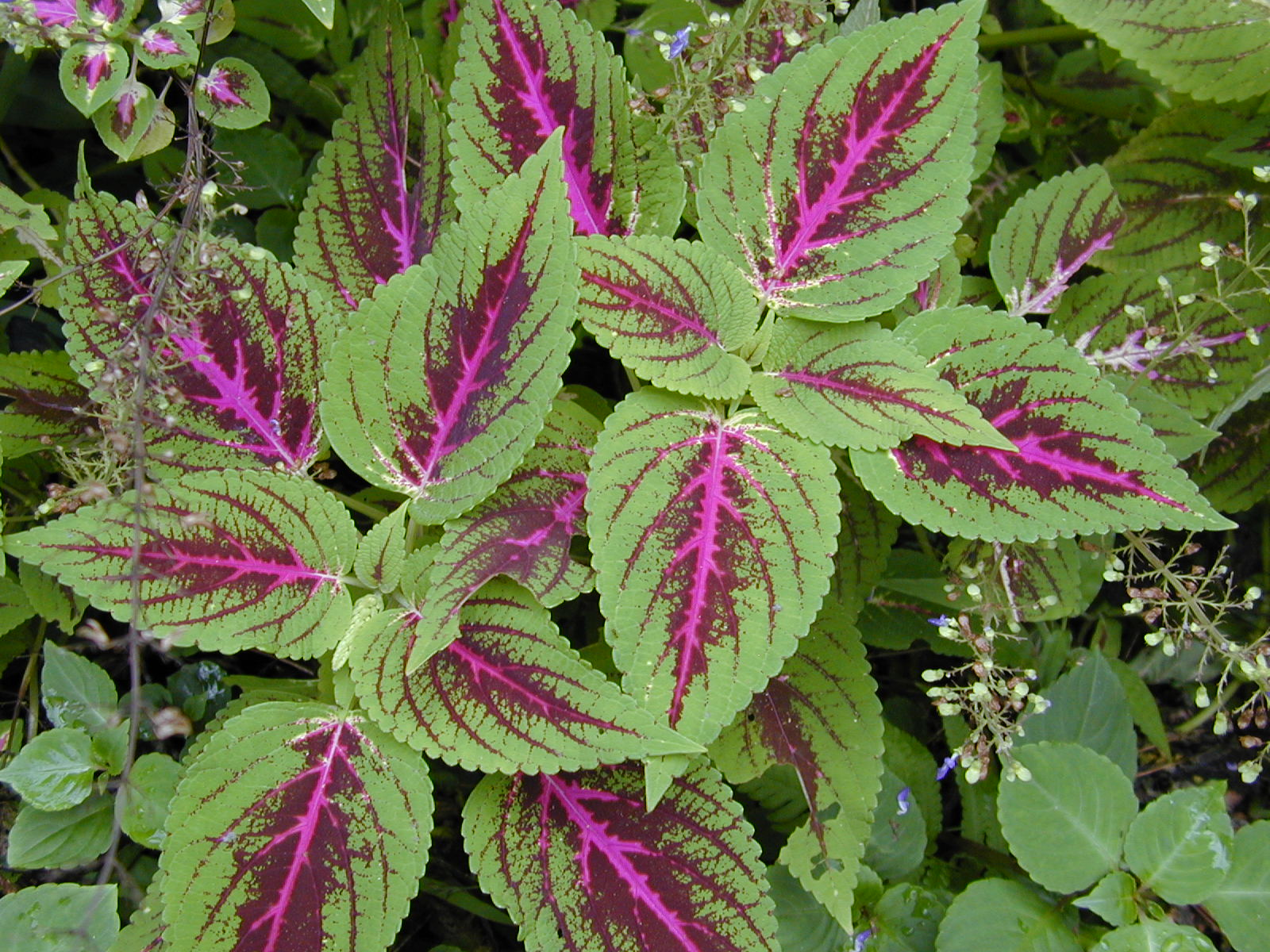
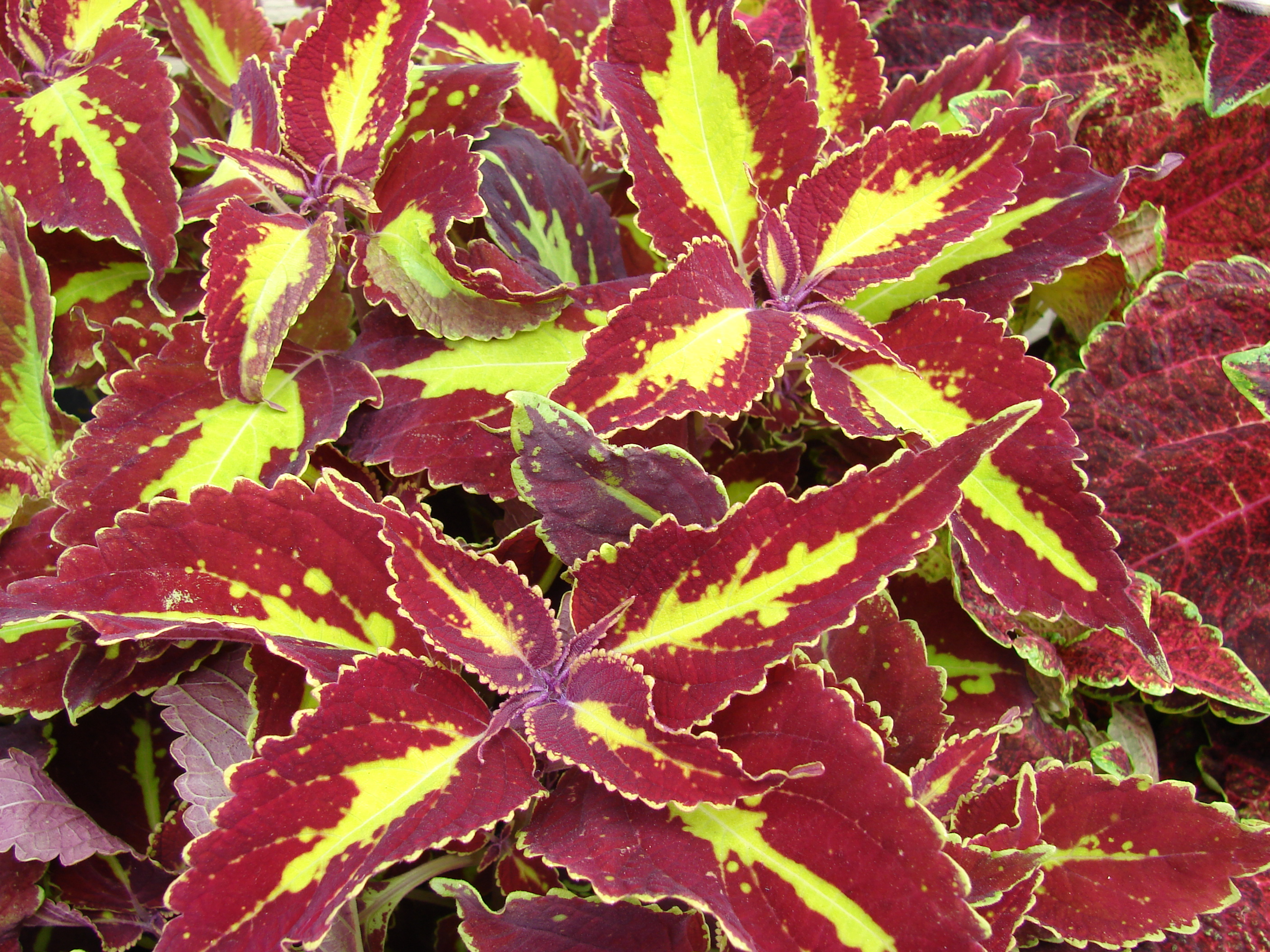
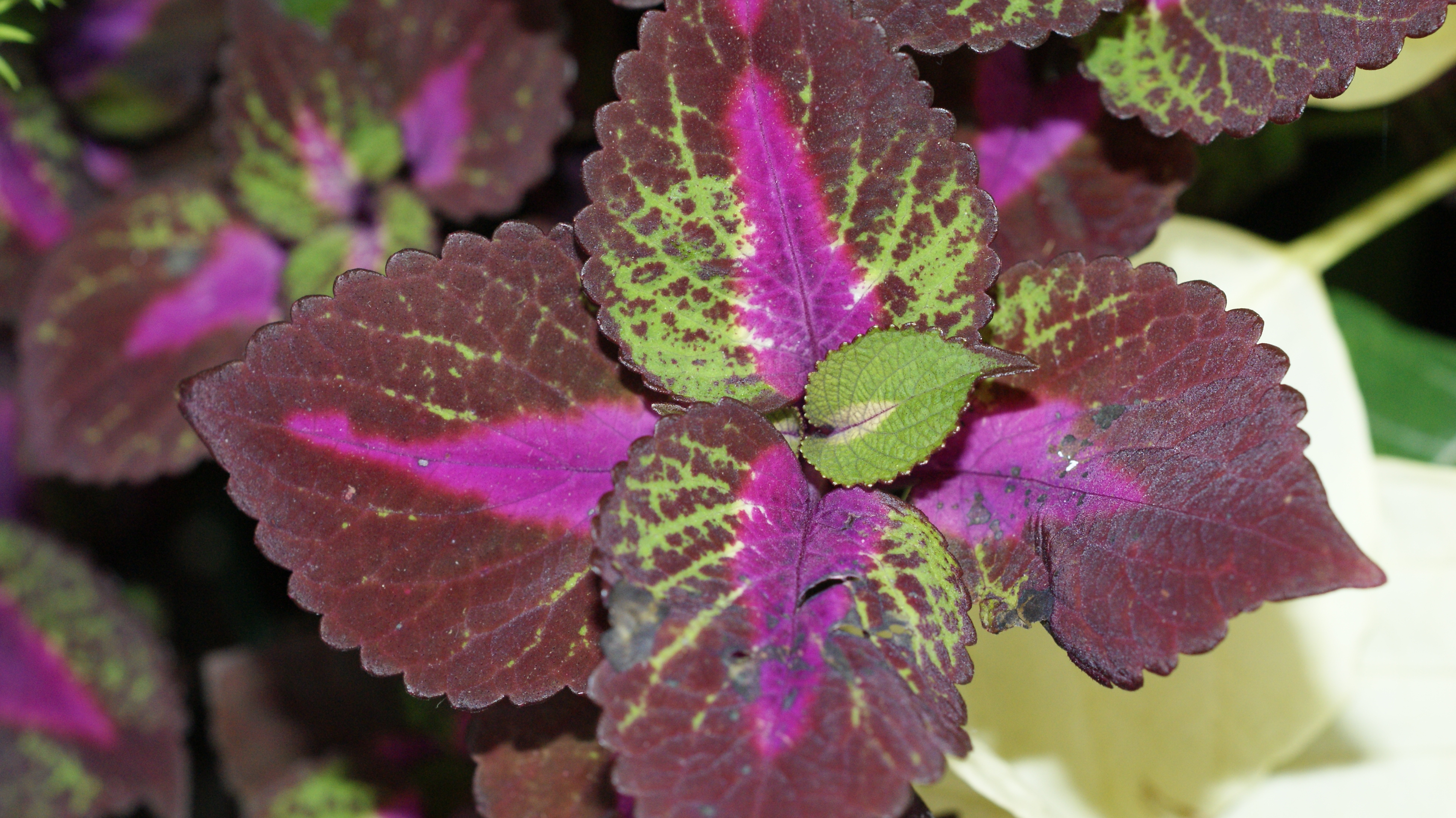
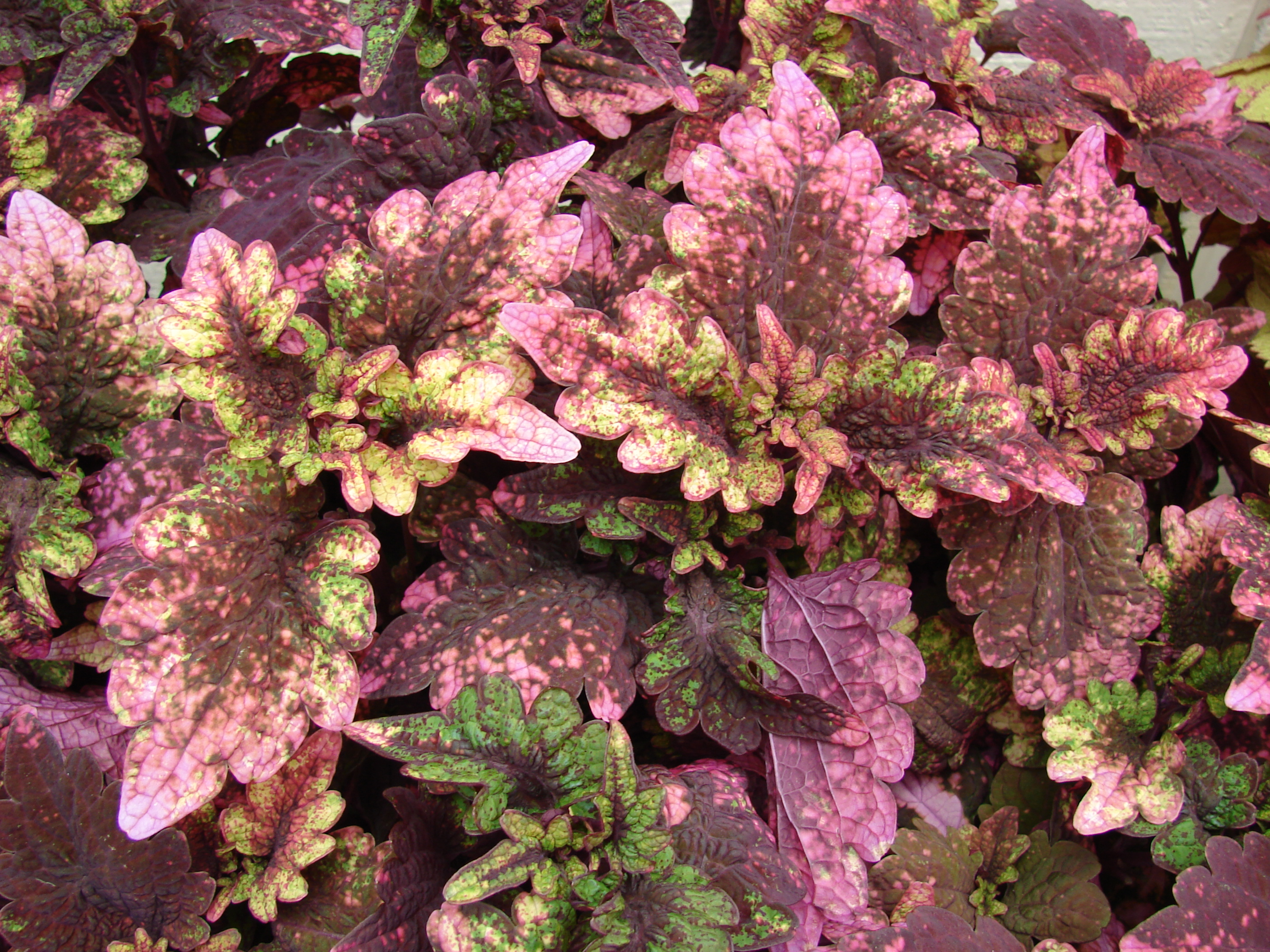
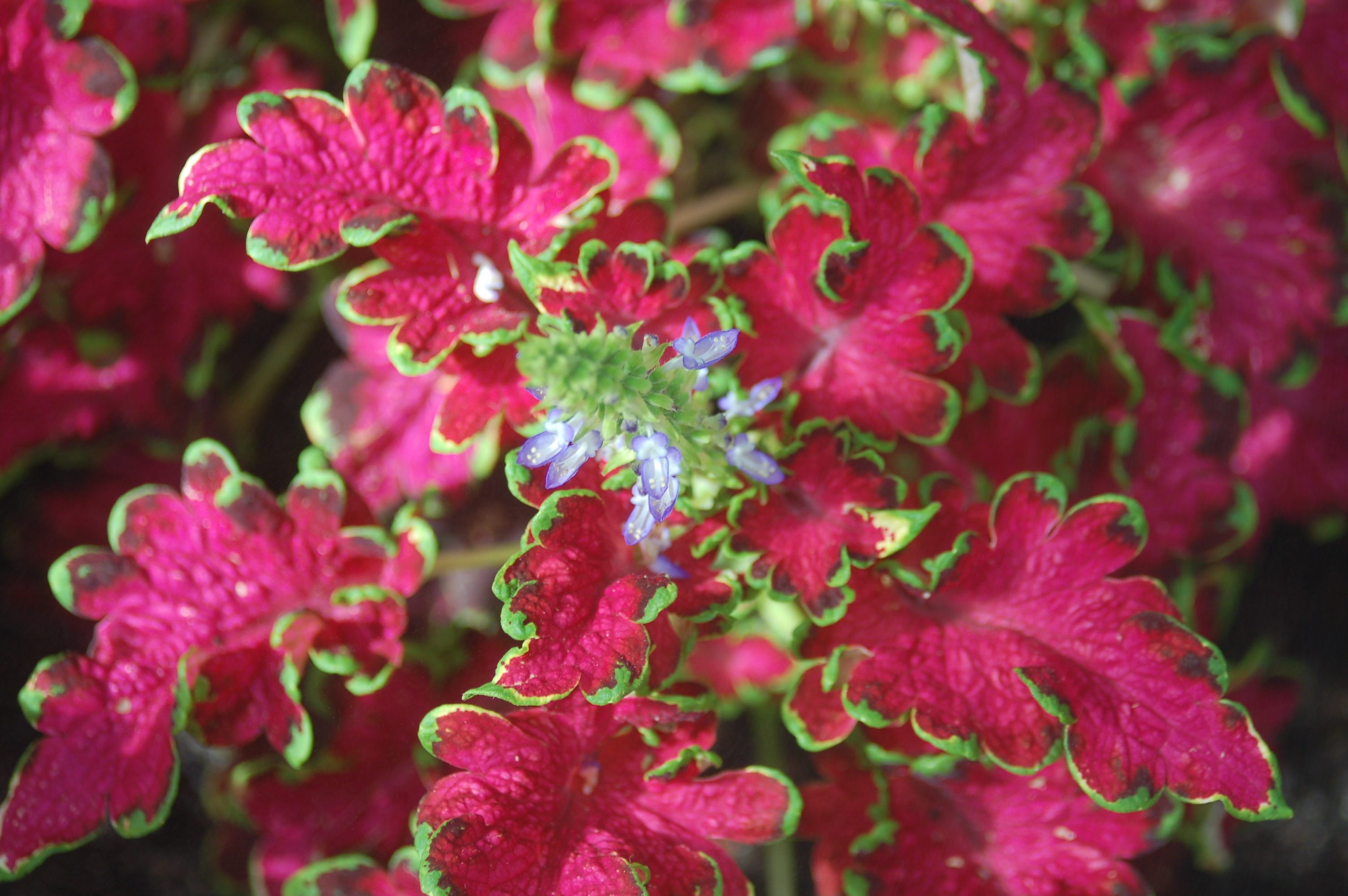
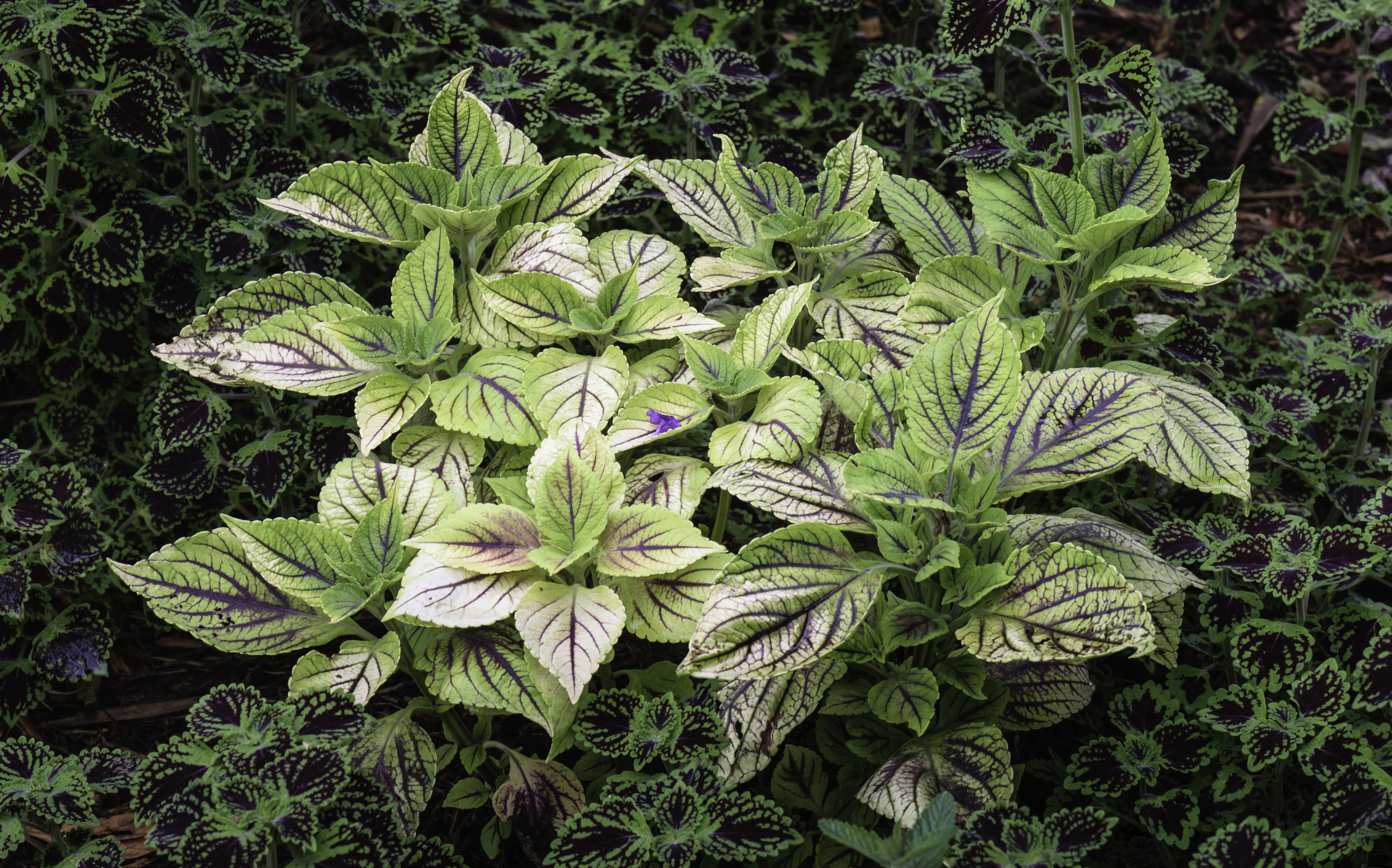
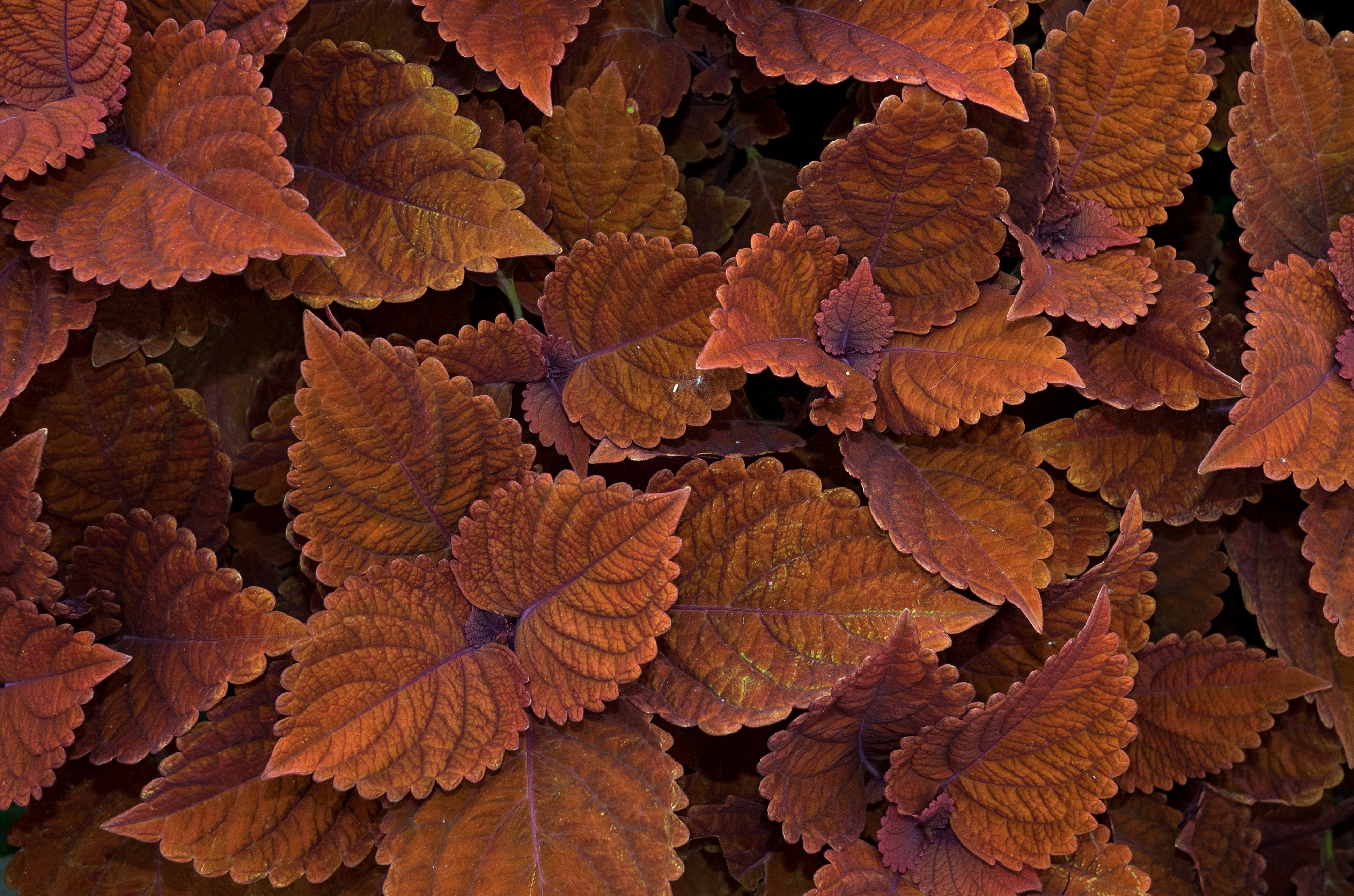